# 3807 Pagels
3807 Pagels (1981 SE1) là một tiểu hành tinh vành đai chính được phát hiện ngày 16 tháng 9 năm 1981 bởi B. A. và Thomas Skiff ở Flagstaff (AM).